# HD115285
HD115285 — хімічно пекулярна зоря спектрального класу B9, що має видиму зоряну величину в смузі V приблизно  8,3.
Вона  розташована на відстані близько 1832,3 світлових років від Сонця.

## Пекулярний хімічний склад
Зоряна атмосфера HD115285 має підвищений вміст 
Cr
.